# Storträsket (Ljusterö socken, Uppland)
Storträsket är en sjö i Österåkers kommun i Uppland och ingår i Norrtäljeån-Åkerströms kustområde. Sjön har en area på 0,0628 kvadratkilometer och ligger 3,9 meter över havet.

## Delavrinningsområde
Storträsket ingår i det delavrinningsområde (659843-166750) som SMHI kallar för Rinner till Träsköfjärden. Medelhöjden är 8 meter över havet och ytan är 6,4 kvadratkilometer. Det finns inga avrinningsområden uppströms utan avrinningsområdet är högsta punkten. Avrinningsområdets utflöde mynnar i havet, utan att ha någon enskild mynningsplats.